# Shullsburg
Shullsburg är en stad i Lafayette County i den amerikanska delstaten Wisconsin med en yta av 2,9 km² och en folkmängd, som uppgick till 1 246 invånare år 2000.

## Kända personer från Shullsburg
- George Safford Parker, uppfinnare och grundare av Parker Pen Company
- William Warner, politiker